# Francisco Xavier do Amaral
Francisco Xavier do Amaral (ur. 1937 w Turiscai, zm. 6 marca 2012 w Dili) – timorski polityk, pierwszy prezydent Republiki (28 listopada – 7 grudnia 1975). Po inwazji indonezyjskiej na wyspę i utracie niepodległości kierował partyzantką (do września 1978).
Dwukrotnie startował w wyborach prezydenckich (2002 i 2007).